# Chalcidoptera aedilis
Chalcidoptera aedilis là một loài bướm đêm trong họ Crambidae.